# Suranenggala Kulon
Suranenggala Kulon is een bestuurslaag in het regentschap Cirebon van de provincie West-Java, Indonesië. Suranenggala Kulon telt 4734 inwoners (volkstelling 2010).